# Jaguar XF (X260)
La Jaguar XF (X260) è un'autovettura berlina di grandi dimensioni, prodotta dalla casa automobilistica britannica Jaguar dal 2015 al 22 maggio 2024.
Si tratta della seconda generazione dell'omonima berlina.

## Il contesto

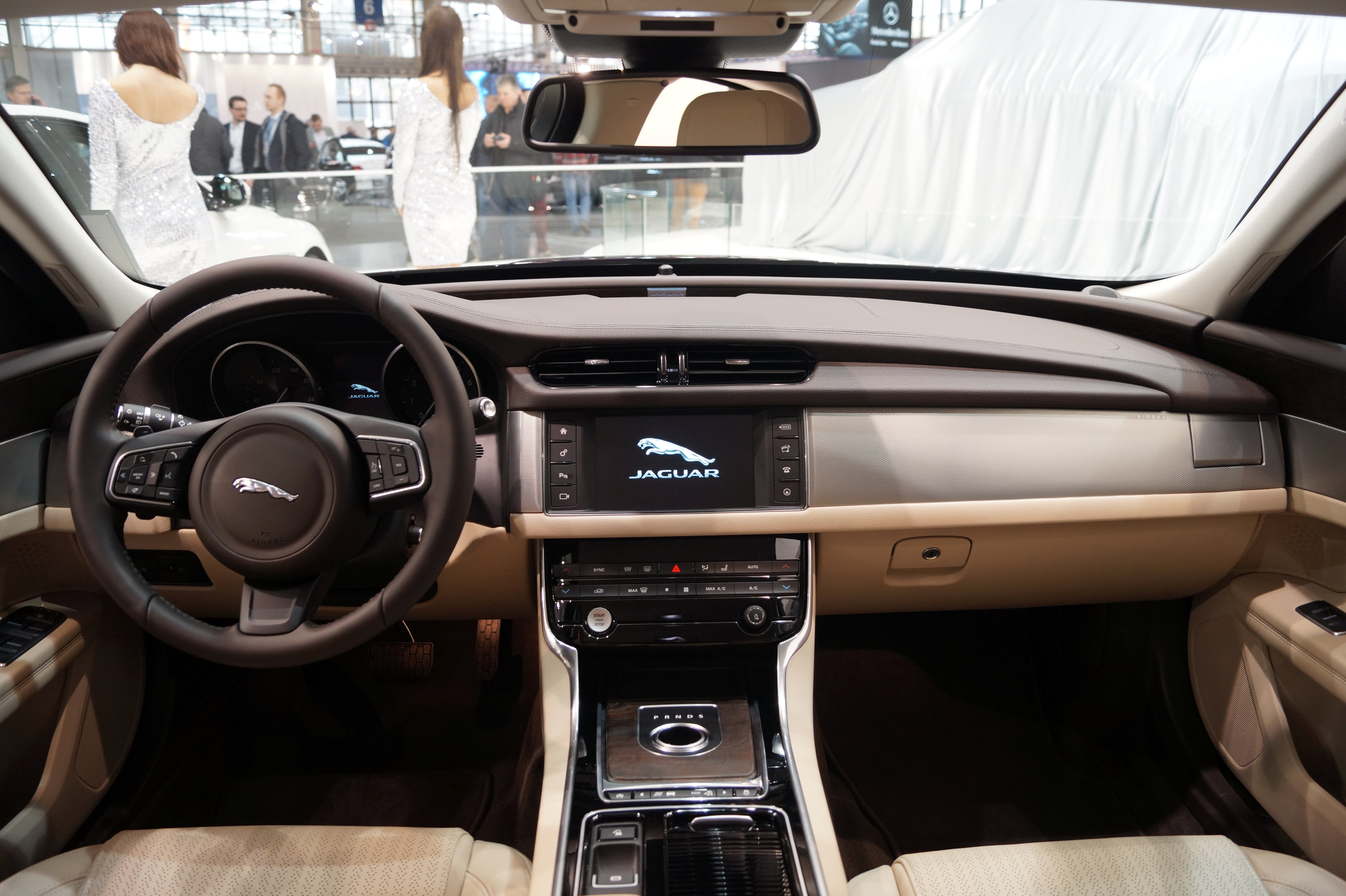
Interni

La seconda generazione della serie XF è stata presentata per la prima volta a Londra nel marzo 2015, per la quale a questo scopo la Jaguar ha organizzato un apposito evento sul Tamigi, per poi debuttare in pubblico ad aprile al salone di New York.
Il design è stato curato, come per la precedente generazione, da Ian Callum. Esternamente, l'X260 è molto simile alla prima generazione della XF restyling, adottando un'evoluzione del linguaggio stilistico denominato J-Blade ed introdotto sulla XF X250, con una silhouette della carrozzeria in gran parte esteticamente simile alla vecchia serie.

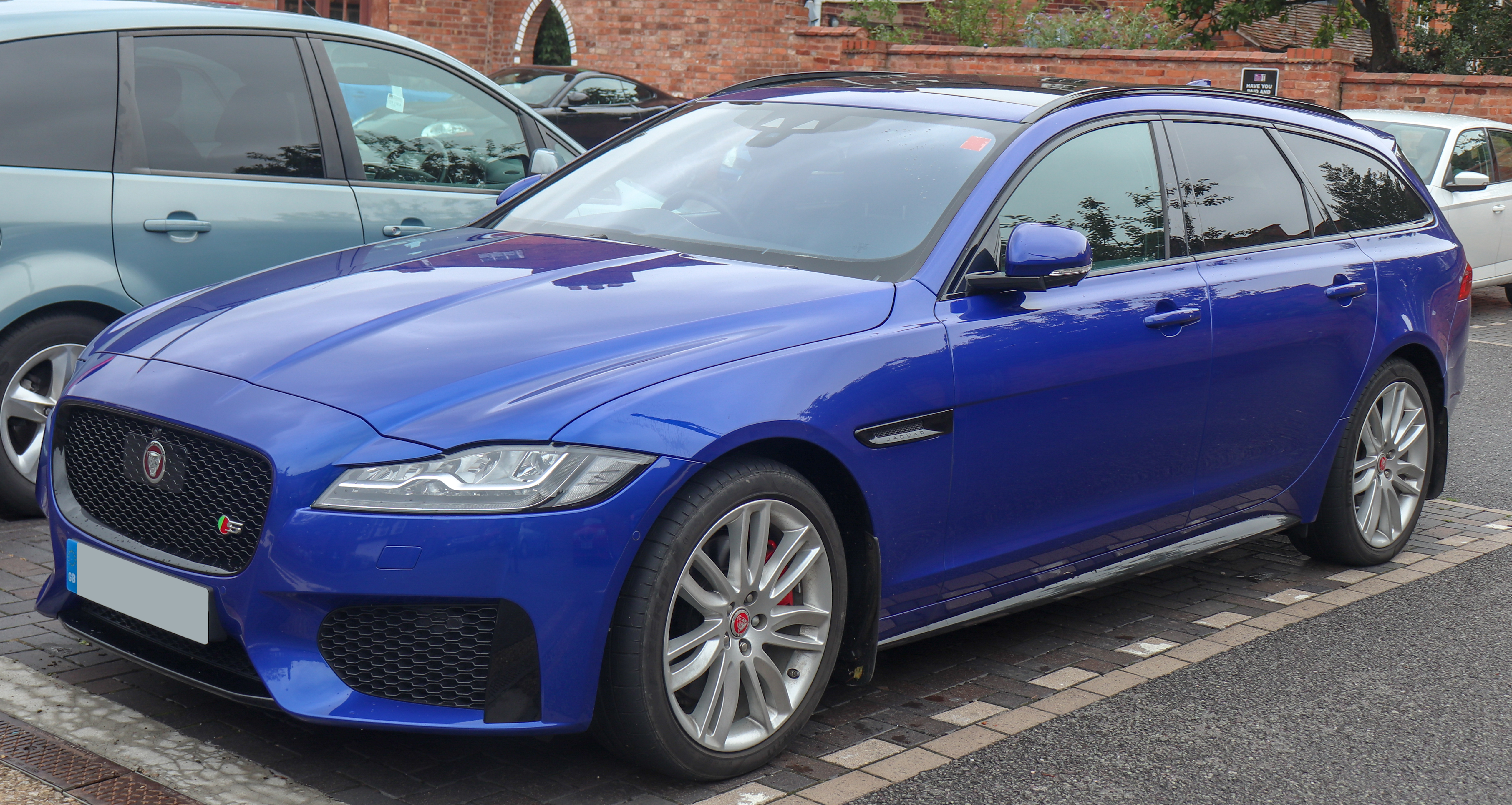
Jaguar XFS Sportbrake

Il passo della X260 è cresciuto in modo significativo: l’automobile nel suo complesso è diventata leggermente più piccola in termini di lunghezza e altezza. Grazie a ciò l'interno offre più spazio sia nella parte anteriore che posteriore. L'auto però è 7 millimetri più corta rispetto al modello uscente.
La seconda generazione presenta per la prima volta adotta un telaio e una carrozzeria in alluminio (in comune con le Jaguar XJ (X351), Jaguar XE, Jaguar F-Type). La XF si basa su una piattaforma modulare in alluminio chiamata iQ[AI], che lo utilizza il 75% della struttura e pesando 190 kg in meno rispetto alla vecchia. L'X260 XF utilizza l'83% di componenti completamente inediti rispetto al modello precedente. La carrozzeria utilizza l'alluminio come componente principale della sua struttura. Il pannello laterale della carrozzeria è costituito da un unico pezzo di alluminio stampato. L'X260 ha un coefficiente di resistenza aerodinamica pari a 0,26.

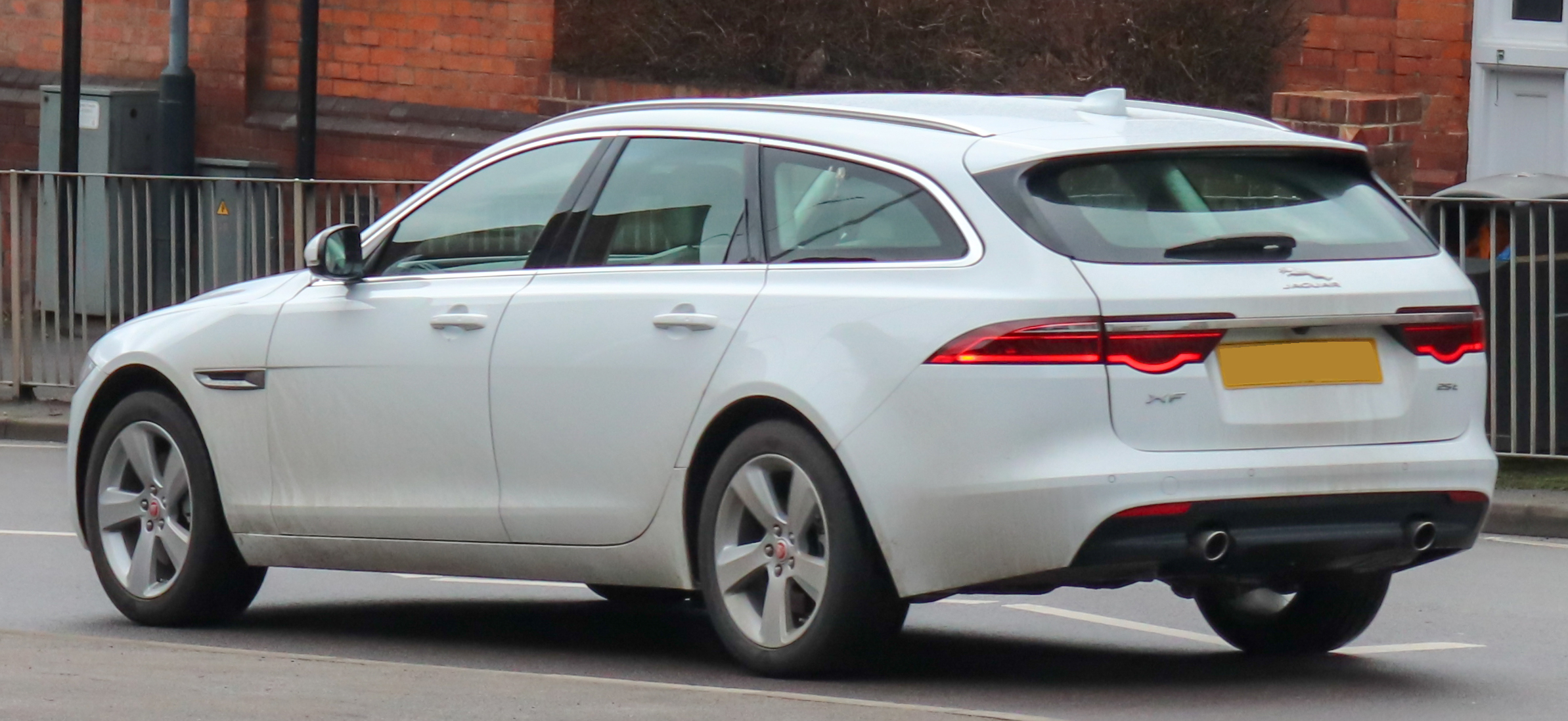
Jaguar XF Sportbrake

Le sospensioni sono state completamente riviste, adottando uno schema indipendente sulle quattro ruote, con all'anteriore un doppio quadrilatero alto e al posteriore un multilink a 5 bracci.
Sono disponibili sia le versioni con trazione posteriore che integrale. Al momento del lancio sul mercato sono disponibili un motore a benzina V6 da 3,0 litri con compressore volumetrico e due motori diesel (2,0 turbo e un V6 3,0 litri biturbo).

## Evoluzione

### XF L
All'salone di Pechino 2016 è stata presentata per il mercato cinese la XF L, una versione con passo allungato di 14 centimetri. La versione a passo lungo viene venduta con motori a benzina da 147 kW (200 CV), 184 kW (250 CV) e 250 kW (340 CV), con solo la trazione integrale e cambio automatico a 8 marce. A causa del passo lungo e delle modifiche, la XFL pesa circa 200 kg in più rispetto alla XF standard.
La XF L è costruita nello stabilimento Jaguar Land Rover di Changshu.

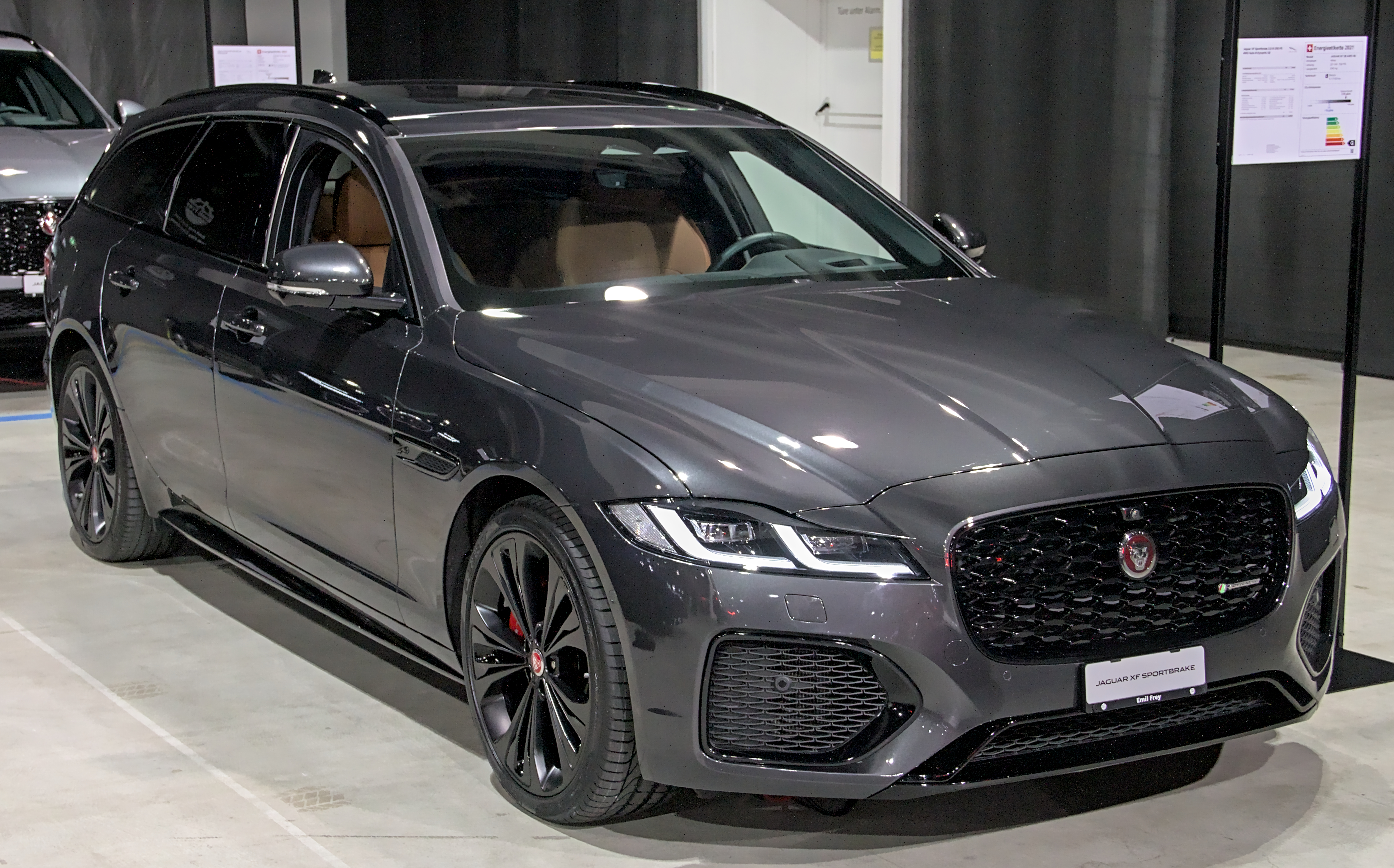
Jaguar XF Shooting Brake Restyling

### XF Sportbrake
Il 14 giugno 2017 è stata presentata a Wimbledon la versione station wagon chiamata XF Sportbrake. La Sportbrake e la berlina vengono costruite nello stabilimento Jaguar Land Rover di Castle Bromwich vicino a Birmingham.

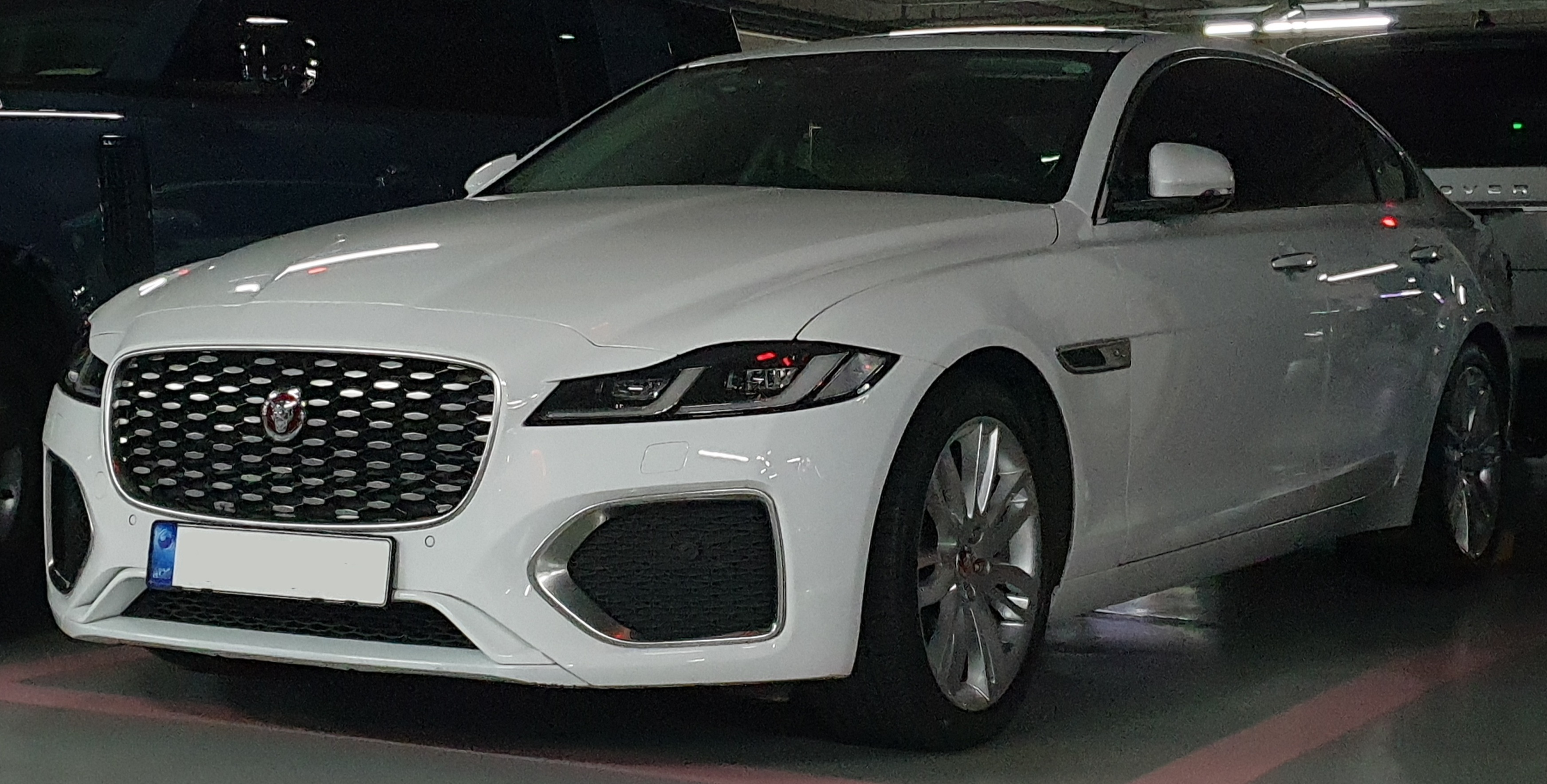
XF Restyling

### XF Restyling 2020
Jaguar ha presentato una versione rivista della XF nell'ottobre 2020, disponibile solo xony motori a quattro cilindri della famiglia Ingenium.